# Sukoharjo (Belitang Mulya)
Sukoharjo is een bestuurslaag in het regentschap Ogan Komering Ulu van de provincie Zuid-Sumatra, Indonesië. Sukoharjo telt 1000 inwoners (volkstelling 2010).